# Typhis
Pour l’article ayant un titre homophone, voir Tiphys.
Genre
Synonymes
- Hirtotyphis Jousseaume, 1880

Typhis est un genre de mollusques gastéropodes prédateurs, de la famille des Muricidae, sous-famille des Typhinae.

## Systématique
Le genre Typhis a été créé en 1810 par le zoologiste français Pierre Dénys de Montfort (1766-1820).

## Liste des espèces
Selon World Register of Marine Species (19 décembre 2021) :
- † Typhis aculeatus Vella, 1961
- † Typhis adventus Vella, 1961
- † Typhis alatus G. B. Sowerby I, 1850
- † Typhis bantamensis Oostingh, 1933
- † Typhis chattonensis P. A. Maxwell, 1971
- † Typhis clifdenensis Vella, 1961
- † Typhis cuniculosus Duchâtel in Bronn, 1848
- † Typhis gabbi A. P. Brown & Pilsbry, 1911
- † Typhis hebetatus Hutton, 1877
- Typhis phillipensis R. B. Watson, 1883
- † Typhis planus Vella, 1961
- Typhis ramosus Habe & Kosuge, 1971
- † Typhis sejunctus Semper, 1861
- Typhis suzukii Lopez, 1977
- † Typhis tubifer Bruguière, 1792
- Typhis wellsi Houart, 1985
- Typhis westaustralis Houart, 1991